# Sołtmany (powiat giżycki)
Sołtmany (niem. Soltmahnen) – wieś w Polsce położona w województwie warmińsko-mazurskim, w powiecie giżyckim, w gminie Kruklanki.
W latach 1975–1998 miejscowość należała administracyjnie do województwa suwalskiego. Leży nad jeziorem Sołtmany.
We wsi istnieje także kaplica filialna parafii pw. Chrystusa Zbawiciela w Wydminach.
Wieś została założona w 1546 roku przez braci Jana i Pawła Sołtmanów.
30 kwietnia 2011 r. na terenie kolonii wsi Sołtmany spadł meteoryt o masie ok. 1 kg wybijając dziurę w dachu zabudowania gospodarczego. Jest to jedyny znany okaz meteorytu z terenu Warmii i Mazur.